# ♇
♇ (unicode U+2647) est le symbole pour :
- la planète naine du système solaire Pluton.